# Universidad de Toulouse Jean Jaurès
La Universidad de Toulouse-Jean Jaurès  (antes conocida bajo el nombre de Universidad de Toulouse II-Le Mirail Hasta 2014) es una universidad pública  francesa, cuya sede principal se encuentra en el barrio del Mirail, en Toulouse. 
La universidad de Toulouse-Jean Jaurès fue construida por tres arquitectos Georges Candilis, Alexis Josic, Shadrach Woods.

## Campus y centros docentes
Toulouse Jean-Jaurès tiene 5 Unidades de formación y de investigación, tres institutos, dos escuelas internas y tres escuelas doctorales. 

### Las Unidades de formación y de investigación
Hay cinco unidades de formación y de investigación (en francés UFR) en la universidad de Toulouse-Jean Jaurès:
- Unidad de formación y de investigación de historia, arte, arqueología
- Unidad de formación y de investigación en lenguas, literatura y civilizaciones extranjeras.
- Unidad de formación y de investigación de Letras, filosofía, música
- Unidad de formación y de investigación en psicología
- Unidad de formación y de investigación Ciencias, Espacios y Sociedades

### Los institutos
- Instituto Pluridisciplinario para los Estudios sobre América a Toulouse (IPEAT en siglas)
- Instituto Regional del Trabajo en Midi-Pyrénées (IRT en siglas)
- Instituto de formación de los Músicos Interviniendo en la escuela (IFMI en siglas)

### Escuela interna
- La escuela superior del audiovisual.
- La escuela superior del profesorado y de la educación.

### Escuelas Doctorales
La universidad tiene tres escuelas doctorales:
- (en francés) CLESCO (Comportamiento, Lenguaje, educación, Socialización , Cognición)
- (en francés) ALLPHA (Artes, Letras, Lenguas, filosofía, Comunicación)
- (en francés) TESC (Tiempos, Espacios, Sociedad, Cultura)

## Personalidades

### Antiguos estudiantes
- Christian Authier, escritor y periodista.
- Loïc Lorent, escritor.
- Mathieu François du Bertrand, escritor.
- Zacharie Tshimanga Wa Tshibangu historiador, escritor congoleño.